# Invarianță rotațională
În matematică o funcție definită pe un spațiu prehilbertian se spune că are invarianță de rotație dacă valoarea ei nu se modifică atunci când argumentului său îi sunt aplicate rotații arbitrare.

## Matematică

### Funcții
De exemplu, funcția asociată expresiei algebrice de două variabile (care reprezintă un cerc)
{\displaystyle f(x,y)=x^{2}+y^{2}}
este invariantă la rotațiile planului în jurul originii, deoarece pentru un set de coordonate rotit cu orice unghi θ
{\displaystyle x'=x\cos \theta -y\sin \theta }
{\displaystyle y'=x\sin \theta +y\cos \theta }
funcția, după o anumită prelucrare a termenilor, ia exact aceeași formă:
{\displaystyle f(x',y')={x}^{2}+{y}^{2}}
Rotația coordonatelor poate fi exprimată folosind forma matricială cu matricea de rotație⁠(d)
{\displaystyle {\begin{bmatrix}x'\\y'\\\end{bmatrix}}={\begin{bmatrix}\cos \theta &-\sin \theta \\\sin \theta &\cos \theta \\\end{bmatrix}}{\begin{bmatrix}x\\y\\\end{bmatrix}}.}
sau simbolic x′ = Rx. Simbolic, invarianța de rotație a unei funcții de două variabile reale este
{\displaystyle f(\mathbf {x} ')=f(\mathbf {Rx} )=f(\mathbf {x} )}
În cuvinte, în urma rotirii coordonatelor funcția are exact aceeași expresie ca și cea înainte de rotirea coordonatelor, singura diferență este că coordonatele rotite le înlocuiesc pe cele inițiale. Pentru o funcție de mai multe variabile reale⁠(d), această expresie se extinde cu ușurință folosind o matrice de rotație adecvată.
Conceptul se extinde și la o funcție vectorială⁠(d) f cu una sau mai multe variabile;
{\displaystyle \mathbf {f} (\mathbf {x} ')=\mathbf {f} (\mathbf {Rx} )=\mathbf {f} (\mathbf {x} )}
În toate cazurile de mai sus, argumentele (numite aici „coordonate” pentru aspectul concret) sunt rotite, nu funcția în sine.

### Operatori
Pentru o funcție
{\displaystyle f:X\rightarrow X}
care aplică elemente dintr-o submulțime X a dreptei reale ℝ pe sine însăși, invarianța rotațională poate însemna, de asemenea, că funcția este comutativă pentru rotații ale elementelor din X. Acest lucru este valabil și pentru un operator care acționează asupra unor astfel de funcții. Un exemplu este Laplacianul bidimensional
{\displaystyle \nabla ^{2}={\frac {\partial ^{2}}{\partial x^{2}}}+{\frac {\partial ^{2}}{\partial y^{2}}}}
care acționează asupra unei funcții f pentru a obține o altă funcție ∇2f. Acest operator este invariant la rotații.
Dacă g este funcția g(p) = f(R(p)), unde R este o rotație oarecare, atunci (∇2g)(p) = (∇2f )(R(p)); adică rotirea unei funcții produce doar rotirea laplacianului.

## Fizică
În fizică, dacă un sistem se comportă la fel indiferent de modul în care este orientat în spațiu, atunci mecanica lagrangiană este invariantă din punct de vedere rotațional. Conform teoremei lui Noether⁠(d), dacă acțiunea (integrala în funcție de timp a Lagrangianului său) a unui sistem fizic este invariantă la rotație, atunci momentul cinetic se conservă.

### Aplicații în mecanica cuantică
În mecanica cuantică, invarianța rotațională este proprietatea că după o rotație noul sistem încă mai respectă ecuația lui Schrödinger. Acesta este
{\displaystyle [R,E-H]=0}
pentru orice rotație R. Deoarece rotația nu depinde în mod explicit de timp, aceasta comută cu operatorul energiei. Astfel, pentru invarianța rotațională trebuie să existe [R, H] = 0.
Pentru rotații infinitezimale (în planul xy pentru acest exemplu; se poate face la fel pentru orice plan) printr-un unghi dθ operatorul de rotație (infinitezimal) este
{\displaystyle R=1+J_{z}d\theta \,,}
atunci
{\displaystyle \left[1+J_{z}d\theta ,{\frac {d}{dt}}\right]=0\,,}
prin urmare
{\displaystyle {\frac {d}{dt}}J_{z}=0\,,}
echivalent cu: momentul cinetic se conservă.